# Крешимир Кризманич
Крешимир Кризманич (хорв. Krešimir Krizmanić; нар. 3 липня 2000, Загреб, Хорватія) — хорватський футболіст, центральний захисник футбольного клубу «Гориця».

## Клубна кар'єра
Кризманич почав тренуватися футболом у ранньому дитинстві в клубі «Ударник Куриловець» у своїй рідній Великій Гориці, а потім у віці 11 років перейшов на сезон у «Хрватскі Драговоляц». У наступному сезоні він приєднався до академії «Гориці». За клуб дебютував у матчі другого дивізіону проти дубля «Динамо» (Загреб). Цей матч так і залишився єдиним у тому сезоні, а команда посіла перше місце та вийшла до елітного дивізіону. Там наступного сезону Кризманич дебютував у матчі проти «Локомотиви», вийшовши на заміну замість Кристияна Ловрича. З сезону 2020/21 став основним гравцем команди й 20 квітня 2021 року захисник вивів свій клуб з капітанською пов'язкою.

## Кар'єра у збірній
За молодіжну збірну Хорватії Крешімір Кризманич дебютував 8 жовтня 2020 року у матчі проти Сан-Марино (10:0). У її складі був учасником молодіжного чемпіонату Європи 2021 та 2023 років.